# Hans Riniker
Hans Riniker (eigentlich Johann Heinrich Riniker; * 7. Juni 1841 in Habsburg; † 2. Dezember 1892 in Aarau) war ein Schweizer Politiker und Forstwissenschaftler. Er war Nationalrat von 1878 bis 1892 sowie Regierungsrat des Kantons Aargau von 1887 bis 1892.

## Leben
Der Sohn eines Landwirts besuchte die Schulen in Habsburg und Brugg, anschliessend das Collège latin in Neuchâtel. Von 1859 bis 1861 studierte er an der Forstschule des Eidgenössischen Polytechnikums in Zürich. Er setzte seine Studien an den Universitäten von Giessen und Berlin. Nach praktischer Tätigkeit in Deutschland und bestandener Prüfung erhielt er 1866 vom Aargauer Regierungsrat das Patent für höhere Forststellen. Ab 1867 war er als Adjunkt des Oberforstamtes tätig, ab 1868 als Kreisförster und ab 1872 als aargauischer Oberförster. Er verfasste zahlreiche forstwissenschaftliche Arbeiten, insbesondere beschäftigte er sich mit der Entstehung von Hagelwettern. Ausserdem war er von 1882 bis 1887 Redaktor der Fachzeitschrift Der praktische Forstwirt für die Schweiz.
Riniker schlug auch eine Karriere in der Schweizer Armee ein: 1865 zum Unterleutnant befördert, war er während der Grenzbesetzung von 1870/71 als Oberleutnant Mitglied des Artilleriestabes. Ab 1875 gehörte er als Hauptmann dem Generalstab an, von 1882 bis 1888 war er Stabschef der 4. Division. Schliesslich kommandierte er als Oberstbrigadier die 11. Infanteriebrigade.
1875 wählte der Grosse Rat des Kantons Aargau Riniker zum Regierungsrat, doch er lehnte die Wahl ab. Drei Jahre später wurde er anlässlich der Parlamentswahlen 1878 im Wahlkreis Aargau-Mitte zum Nationalrat gewählt. Im Parlament schloss er sich daraufhin der demokratischen Fraktion an. In den Jahren 1884/85 war er als Verfassungsrat an der Ausarbeitung einer neuen Aargauer Kantonsverfassung beteiligt, wobei er sich für die Förderung und Unterstützung der landwirtschaftlichen Genossenschaften einsetzte. Als der Grosse Rat ihn 1887 erneut zum Regierungsrat wählte, nahm Riniker dieses Amt an und leitete daraufhin die Finanzdirektion. Ein besonderes Anliegen war für ihn die Umstellung von der Patentjagd auf die Revierjagd. Er gehörte dem Verwaltungsrat der Aargauer Bank an, als Landammann stand er 1890/91 der Kantonsregierung vor. Auf eidgenössischer Ebene trat er zudem als Mitglied verschiedener Schätzungskommissionen bei Eisenbahn-Enteignungsverfahren sowie des Schulrates in Erscheinung.